# Teoria da divisão exata de colunas ímpares
Teoria da divisão exata de colunas ímpares(DECI) é um sistema matemático criado que visa dividir exatamente colunas cujo valor seja ímpar .
Ex: 7 colunas, para sobrar 3 de um lado e 3 do outro é preciso marcar a 4° coluna.

## Divisão exata com meio
Para uma situação hipotetica em que seja necessário colocar uma porta entre 13 colunas, é possível usar a fórmula abaixo para saber onde colocá-la.
- Dividir um número ímpar qualquer até que se tenha o resto 1;

Ex: 13 / 2(1)= 6
- Somar com mais 1 o resultado;

Ex: 6 + 1= 7
- Achar o resultado;

Ex: 13 ^ 7
Determina-se que a porta seja colocara na sétima coluna, assim ficam seis colunas de cada lado.

## Teoria da tabela
Existe um sistema que é possível usar para saber o meio dos números ímpares.
- Primeiro, escreve-se os números ímpares até onde for necessário:

3
     
5

7
      
9

11
      
13

15
      
17
- Depois, do lado deles escreve-se o numeral começando do 2;

3^2

5^3

7^4

9^5

11^6

13^7

15^8

17^9

Assim, sabe-se que o meio de 17 é 9 e que do 13 é 7.

## Sinais
O sinal que indica o meio dos números é o ^ .

Assim 13^7.

## Operação inversa
Para fazer a operação inversa do corte, basta repetir o processo ao contrário.
- Multiplicar o número por 2;

Ex: 7*2 = 14;
- Subtrair 1 do resultado;

Ex: 14 - 1 = 13;
- Achar o resultado;

Ex: (7)13
O sinal que qualifica o inverso é (7)13.

## Números virgulados
Pode-se fazer esta operação com números pares, porém esta vai se chamar 'virgulados', porque seu corte sempre vai ser um número com vírgula.

Ex: 4 / 2= 2 + 0,5= 2,5

A teoria das tabelas também não funcionam, pois os números não são compatíveis.